# Winzergilde
Als Winzergilde bezeichnet man in der Regel einen Zusammenschluss von Winzern, oft mit geselligem Charakter. Winzergilden sind meist keine berufsständischen Vertretungen, sondern repräsentative Organisationen.
Als Winzergilde bezeichnet man auch einen Zusammenschluss von weinbaufremden Personen, die jedoch weinbaulich interessiert sind. Dabei haben sie sich in einer Gilde zusammengeschlossen, um Weinbau als Freizeitbeschäftigung zu betreiben. Mit dieser Freizeitbeschäftigung wird gleichzeitig ein gemeinnütziger Zweck erfüllt, nämlich der Erhalt der Kulturlandschaft in Fällen, wo der Weinbau für den einzelnen Winzerbetrieb unrentabel geworden ist und in der Folge Rebflächen brach liegen.